# Bagalkot (Distrikt)
Der Distrikt Bagalkot (Kannada: ಬಾಗಲಕೋಟೆ ಜಿಲ್ಲೆ; auch Bagalkote) ist ein Distrikt des indischen Bundesstaates Karnataka. Verwaltungssitz ist die namensgebende Stadt Bagalkot.

## Geografie

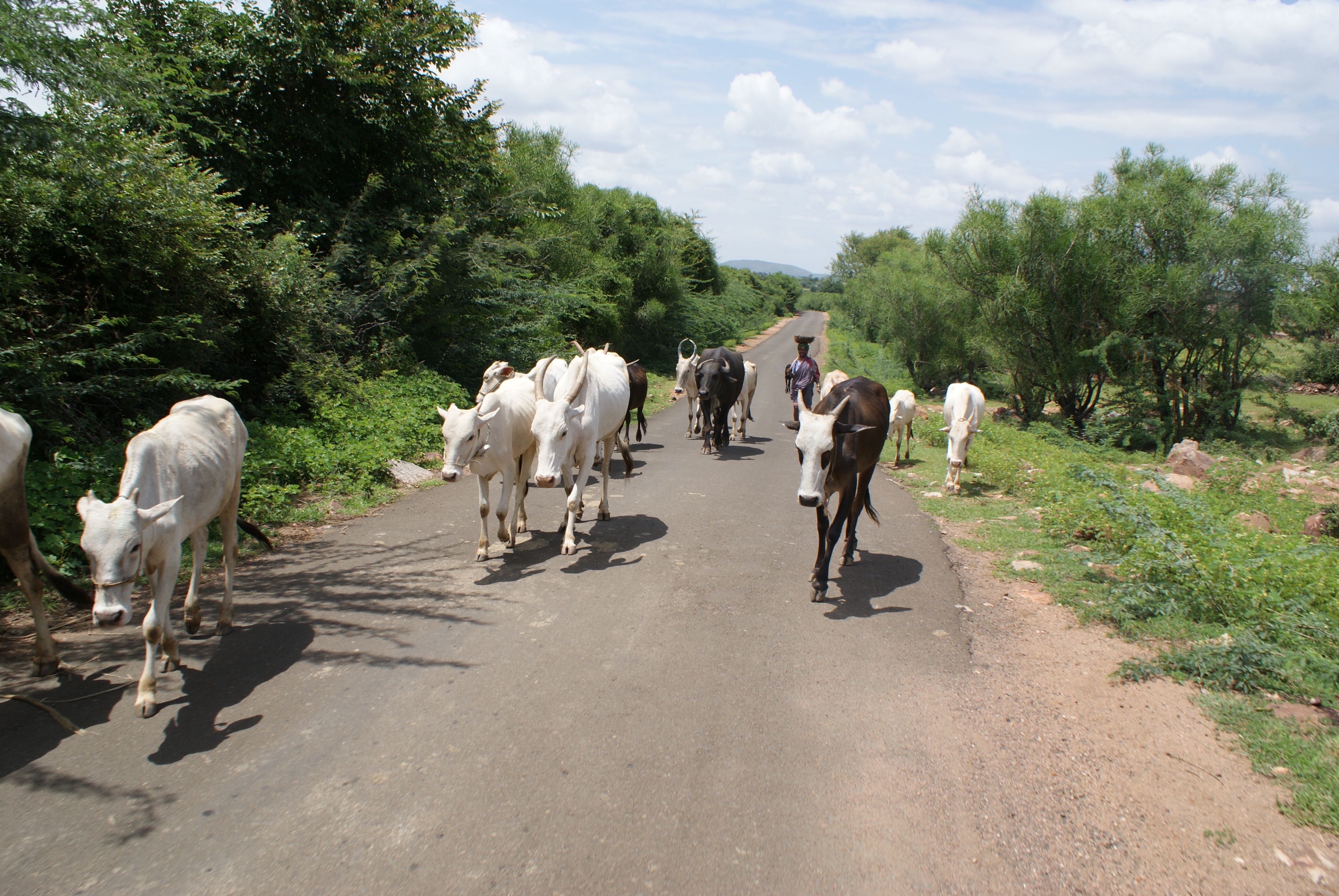
Ländliche Szene im Distrikt Bagalkot

Der Distrikt Bagalkot liegt im Norden Karnatakas. Nachbardistrikte sind Belagavi im Westen, Vijayapura im Norden, Raichur im Osten, Koppal im Südosten und Gadag im Süden.
Die Fläche des Distrikts Bagalkot beträgt 6.565 Quadratkilometer. Das Distriktgebiet gehört zum Hochland von Dekkan und hat eine Höhe von durchschnittlich 550 Metern über dem Meeresspiegel. Im Norden bildet der Krishna-Fluss die Grenze des Distrikts. An der Grenze zum Distrikt Vijayapura ist der Krishna durch den Almatti-Damm zu einem Stausee aufgestaut. Ferner fließen durch das Distriktgebiet die beiden Krishna-Zuflüsse Malaprabha und Ghataprabha.
Der Distrikt Bagalkot ist in die sechs Taluks Jamkhandi, Bilgi, Mudhol, Badami, Bagalkot und Mungund unterteilt.

## Geschichte

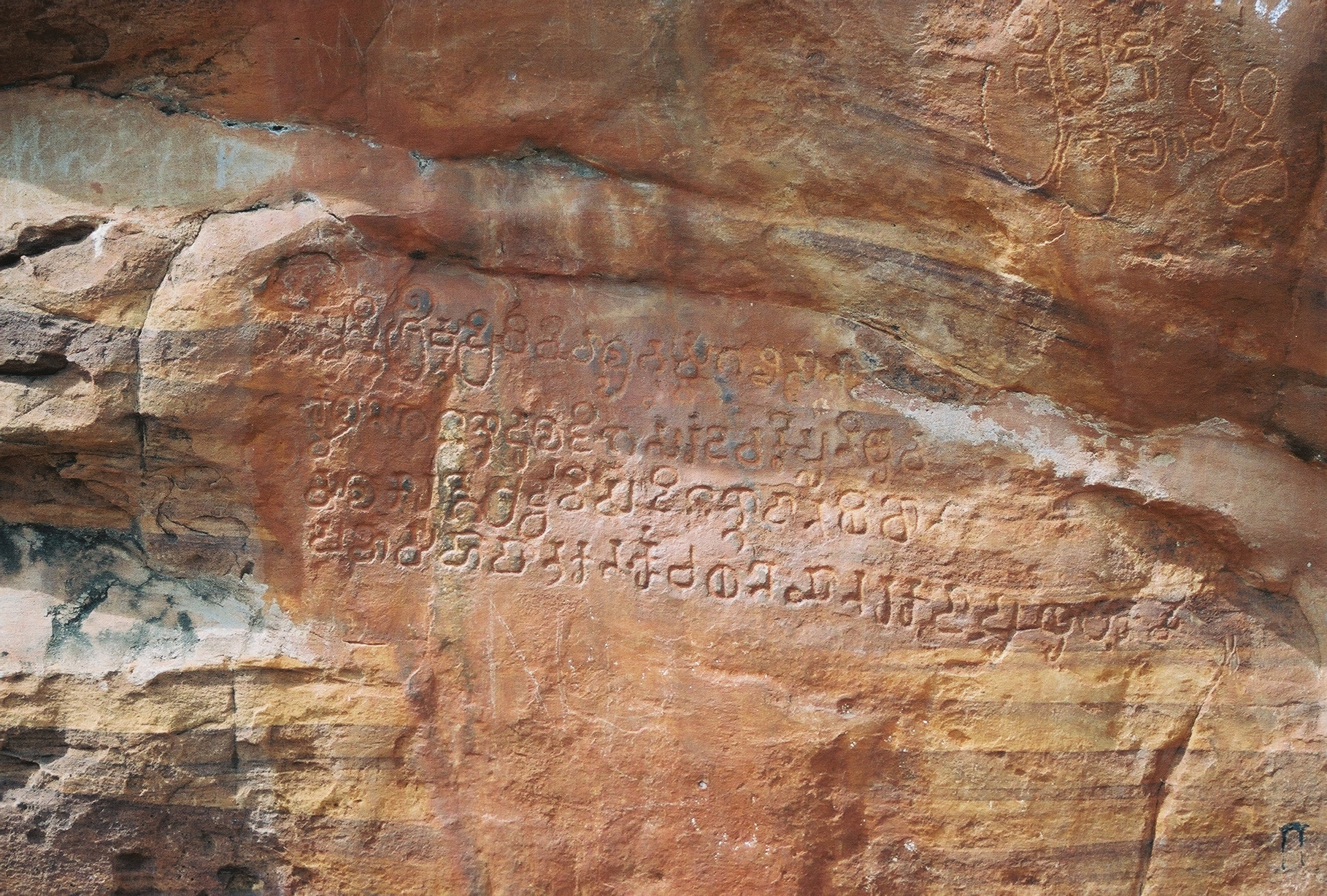
Inschrift des Chalukya-Königs Mangalesa aus dem Jahr 578 in Badami

Das Gebiet des heutigen Distrikts Bagalkot war zwischen dem 6. und 8. Jahrhundert das Kernland des frühen Chalukya-Reiches. Die erste Hauptstadt war Aihole, ehe die Hauptstadt Mitte des 6. Jahrhunderts nach Vatapi, das heutige Badami, verlegt wurde. Die letzte Hauptstadt war schließlich ab Ende des 7. Jahrhunderts Pattadakal.
754 wurde das Reich durch die Rashtrakutas, einstige Vasallen aus dem Norden, vernichtend geschlagen. Anschließend stand das Gebiet unter der Herrschaft zahlreicher wechselnder Dynastien.
1818 kam das Gebiet des heutigen Distrikts Bagalkot als Ergebnis des Dritten Marathenkrieges unter britische Herrschaft. Es wurde als Teil des Distrikts Bijapur in die Provinz Bombay eingegliedert. Einige der Marathen-Königreiche blieben aber als nominell unabhängige Fürstenstaaten unter britischer Oberhoheit bestehen. Im Gebiet des heutigen Distrikts Bagalkot befanden sich die Fürstenstaaten Jamkhandi und Mudhol. Als nach der indischen Unabhängigkeit die Bundesstaaten durch den States Reorganisation Act nach den Sprachgrenzen neu formiert wurden, kam das Gebiet 1956 an den kannadasprachigen Bundesstaat Mysore (1973 umbenannt in Karnataka). Als eigenständiger Distrikt wurde der Distrikt Bagalkot 1997 aus dem Distrikt Bijapur gelöst.

## Bevölkerung

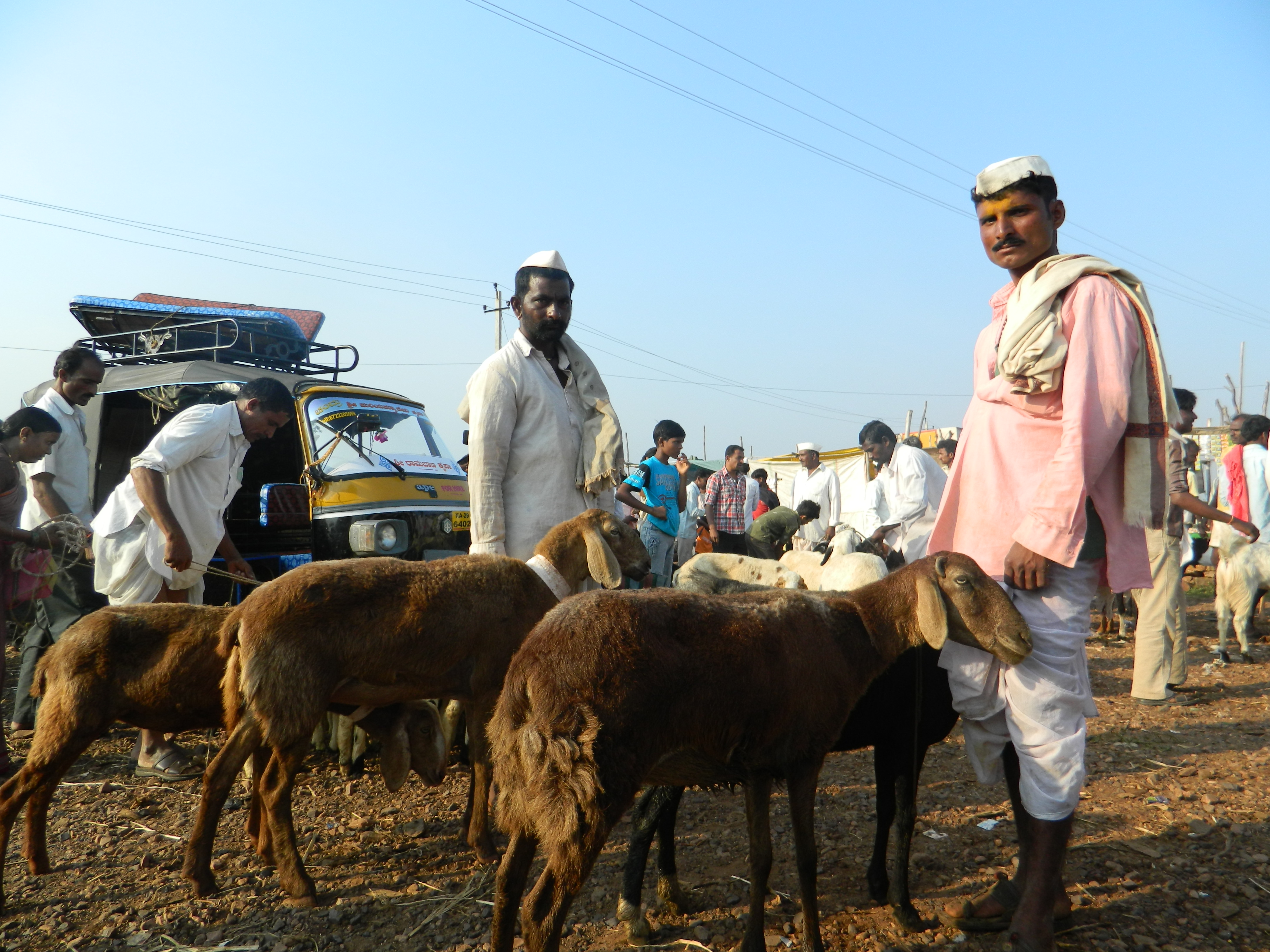
Marktszene in Aihole

Nach der indischen Volkszählung 2011 hatte der Distrikt Bagalkot 1.889.752 Einwohner. Zwischen 2001 und 2011 wuchs die Einwohnerzahl um 13,4 Prozent und damit etwas niedriger als im Mittel Karnatakas (15,7 Prozent). Die Bevölkerungsdichte lag mit 288 Einwohnern pro km² unter dem Durchschnitt des Bundesstaates (319 Einwohner pro km²). 31,6 Prozent der Einwohner des Distrikts Bagalkot lebten in Städten. Die Alphabetisierungsquote war mit 68,8 Prozent unterdurchschnittlich (der Mittelwert Karnatakas betrug 75,6 Prozent).
Unter den Einwohnern des Distrikts Bagalkot stellen Hindus nach der Volkszählung 2001 mit 86,2 Prozent die Mehrheit. Daneben gibt es eine größere muslimische Minderheit von 11,1 Prozent und eine kleinere Minderheit von Jainas (1,4 Prozent).

## Sehenswürdigkeiten

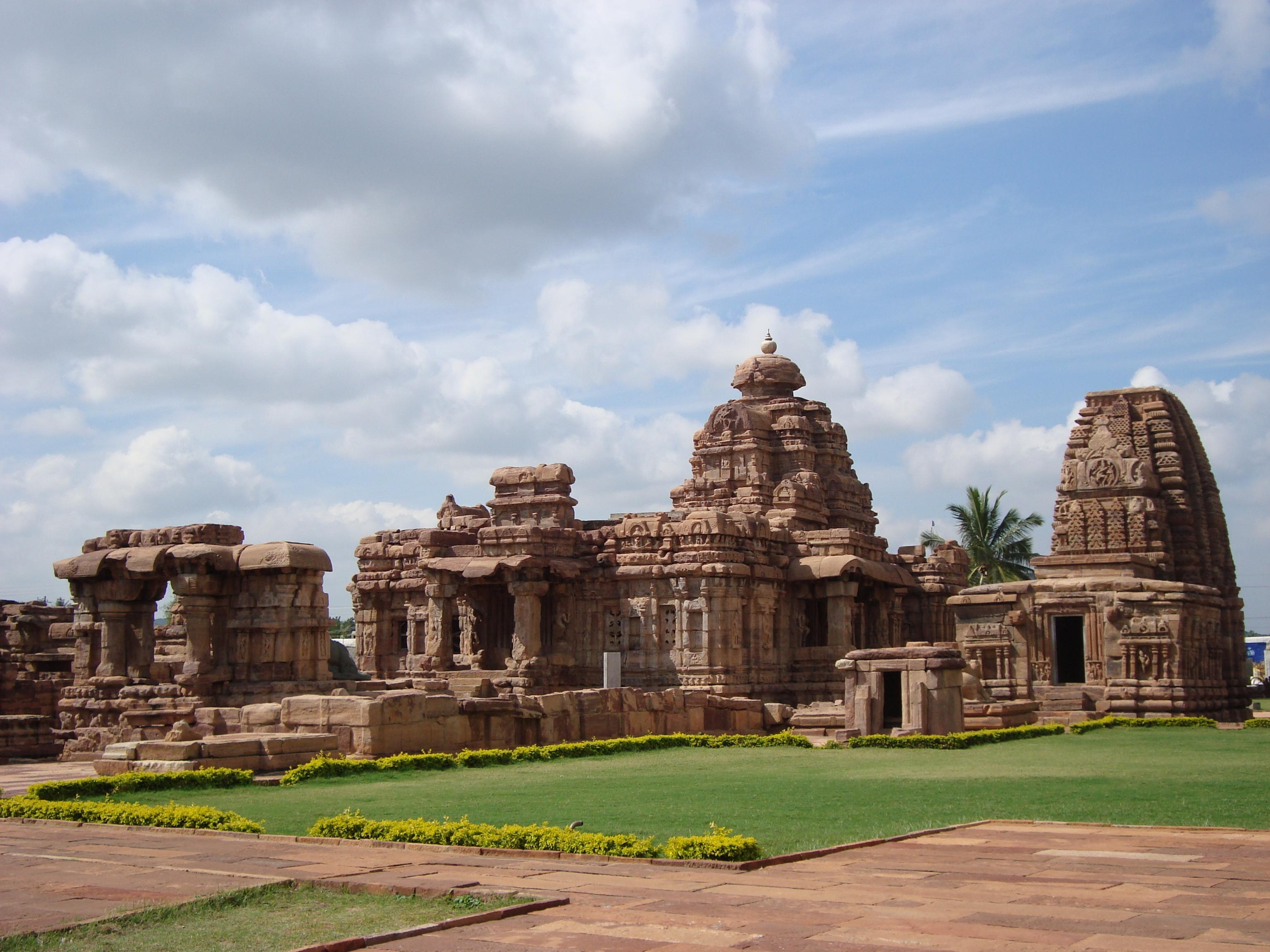
Die Chalukya-Tempel von Pattadakal gehören zum Weltkulturerbe der UNESCO.

Als Zentrum des frühen Chalukya-Reiches ist der Distrikt Bagalkot reich an Monumenten aus jener Epoche. In den ehemaligen Chalukya-Hauptstädten Aihole, Badami und Pattadakal sowie der Stadt Mahakuta, die jeweils nur wenige Kilometer auseinander im Distrikt Bagalkot liegen, finden sich zahlreiche Tempelbauten aus dem 6. bis 8. Jahrhundert. Die Chalukya-Tempel im Distrikt Bagalkot gehören zu den bedeutendsten der frühen indischen Steintempel und waren stilprägend für die weitere Entwicklung des indischen Tempelbaus. Die Tempelanlage von Pattadakal zählt seit 1987 zum Weltkulturerbe der UNESCO.
Weniger von architektonischer als von religiöser Bedeutung ist dagegen die am Zusammenfluss der Flüsse Krishna und Malaprabha gelegene Tempelanlage von Kudalasangama. Hier befindet sich die Grabstätte (Samadhi) von Basava, der im 12. Jahrhundert die Lingayat- oder Virashaiva-Sekte gründete. Daher ist Kudalasangama ein wichtiges Pilgerziel für die Anhänger dieser Glaubensrichtung.

## Städte
| Stadt            | Einwohner (2001) |
| ---------------- | ---------------- |
| Badami           | 25.851           |
| Bagalkot         | 91.596           |
| Bilgi            | 15.464           |
| Guledgudda       | 33.991           |
| Hungund          | 18.035           |
| Ilkal            | 51.956           |
| Jamkhandi        | 57.887           |
| Kerur            | 17.206           |
| Mahalingpur      | 30.861           |
| Mudhol           | 42.443           |
| Rabkavi Banhatti | 70.242           |
| Terdal           | 23.642           |